# Isogonalia simplex
Isogonalia simplex är en insektsart som beskrevs av Nielson et Godoy 1995. Isogonalia simplex ingår i släktet Isogonalia och familjen dvärgstritar. Inga underarter finns listade i Catalogue of Life.